# 1258
Високе Середньовіччя •  Реконкіста •  Хрестові походи •  Монгольська імперія

## Геополітична ситуація
На території колишньої Візантійської імперії існує декілька держав, зокрема Латинська імперія, Нікейська імперія та Трапезундська імперія. У Священній Римській імперії триває період міжцарства (до 1273). У Франції править Людовик IX (до 1270).
Апеннінський півострів розділений: північ належить Священній Римській імперії, середню частину займає Папська область, південь належить Сицилійському королівству. Деякі міста півночі: Венеція, Піза, Генуя тощо, мають статус міст-республік.
Майже весь Піренейський півострів займають християнські Кастилія, Леон (Астурія, Галісія), Наварра, Арагонське королівство (Арагон, Барселона) та Португалія, під владою маврів залишилися тільки землі на самому півдні. Генріх III є королем Англії (до 1272), а королем Данії — Хрістофер (до 1259).
Ярлик від Золотої Орди на княжіння у Володимирі-на-Клязьмі має Олександр Невський. Король Русі Данило Романович править у Галичі. На чолі королівства Угорщина стоїть Бела IV (до 1270). У Кракові княжить Болеслав V Сором'язливий (до 1279).
У Єгипті правлять мамлюки, у Сирії — Аюбіди. Невеликі території на Близькому Сході утримують хрестоносці. У Магрибі розпадається держава Альмохадів. Сельджуки, які окупували Малу Азію, опинилися під владою монголів. Монгольська імперія поділена між спадкоємцями Чингісхана. Північний Китай підкорений монголами, на півдні править династія Сун. Делійський султанат є наймогутнішою державою Північної Індії, а на півдні Індії домінує Чола. В Японії триває період Камакура.
Цивілізація майя переживає посткласичний період. Почала зароджуватися цивілізація ацтеків.

## Події
- Ординці напали на Литву. У поході взяла участь дружина Василька Романовича.
- Англійські магнати на чолі з Симоном де Монфором змусили короля Генріха III підписати Оксфордські провізії.
- Ллівелін ап Грифід оголосив себе правителем Уельсу.
- Венеція здобула перемогу над Генуєю в морській битві поблизу Акри.
- Манфреда короновано королем Сицилії на підставі чуток про смерть Конрадіна.
- Імператором Нікейської імперії став Іоанн IV Ласкаріс.
- Хан Хулагу взяв Багдад і віддав його на розграбування своїм військам. Останнього Аббасидського халіфа Мустасіма страчено. Ця подія формально завершує умовний період історії, який називають золотою добою ісламу.
- Монгольський хан Хубілай завершив підкорення Кореї.
- Розпочалося вторгнення монголів на чолі з Мунке в Китай династії Сун.